# Manman van Ruitenbeek
Manman van Ruitenbeek (né le 21 mars 1987 à Cebu City dans les Philippines) est un coureur cycliste néerlandais. Son frère Malaya est également cycliste.

## Palmarès
- 2008
  -  Champion des Pays-Bas du contre-la-montre espoirs
  -  Champion des Pays-Bas du contre-la-montre par équipes
  - 1re étape du Tour de Hokkaido
  - 3e du Tour de Hokkaido